# 鉄天藍石
鉄天藍石（てつてんらんせき、スコルザライト、英語：Scorzalite）とは、天藍石のマグネシウムを鉄に置換した置換体Fe2+Al2(PO4)2(OH)2であり、複錐状から単斜板状をした藍色から紺色のリン酸塩鉱物。鉄天藍石は、軽くてマグネシウムに富む天藍石と共に固溶体系列の端成分を形成する。
鉄天藍石は単斜晶系で双錐形に結晶する。モース硬度は5.5-6、比重は3.4。水に溶けにくく、温かい塩酸にわずかに溶ける。

## 発生
1947年、ブラジルのミナスジェライス州ドセ渓谷のリノポリスにあるコレーゴ・フリオ鉱山の花崗岩ペグマタイトに産することが初めて記載された。ブラジルの地質学者Everisto Pena Scorza（1899-1969）にちなんで命名された。
鉄天藍石はペグマタイトやカイヤナイト（アルミニウムに富む）珪岩の二次相として産出する。関連鉱物には、スーザライト、トリフィライト、ウィリエライト、トロライト、アパタイト、ラクロイサイト、ベルリナイト、トルマリン、白雲母、長石、石英などがある。